# Don Gold
Pour les articles homonymes, voir Gold.
Don Gold, né le 13 mars 1931 à Chicago, est un écrivain et journaliste américain.

## Biographie
Il complète ses études en journalisme à l'Université Northwestern, puis travaille pendant plusieurs années comme rédacteur pour de nombreux magazines et journaux, dont Playboy, The Saturday Evening Post et Ladies' Home Journal.
De 1968 à 1973, il dirige le département de littérature de la William Agency de New York, ville où il réside de 1962 à 1980.
À partir de 1980, il est chargé de l'édition américain du magazine Playboy.
En parallèle, il publie un très grand nombre d'essais, articles et critiques pour des magazines américains. Certains de ses reportages sont ensuite publiés en volume, notamment Bellevue : a Documentary of a Large Metropolitan Hospital (1975), sur le fonctionnement d'un grand hôpital new-yorkais, et The Priest (1981), un portrait au quotidien de la vie d'un prêtre catholique à New York.
Le seul roman policier de Don Gold, On tue dans Central Park (The Park, 1978), a été traduit en plusieurs langues.
Il a en outre animé une émission radiophonique centrée sur le jazz à Chicago, puis à New York.

## Œuvre

### Roman policier
- The Park (1978) Publié en français sous le titre On tue dans Central Park, traduit par Jean-André et Claudine Rey, Paris, Librairie des Champs-Élysées, coll. « Le Masque » no 1613, 1980  (ISBN 2-7024-1071-5)

#### Essais et reportages
- The Human Commitment: an anthology of Contemporary Short Fiction (1967)
- Letters to Tracy (1972)
- Bellevue : a Documentary of a Large Metropolitan Hospital (1975)
- Until the Singing Stops: a Celebration of Life and Old Age in America (1979)
- The Priest (1981)
- Zoo: a Benhind-the-scenes Look at the Animals and the People Who Care for Them (1988), en collaboration avec F. Lee Bailey

## Sources
- Jacques Baudou et Jean-Jacques Schleret, Le Vrai Visage du Masque, vol. 1, Paris, Futuropolis, 1984, 476 p. (OCLC 311506692), p. 221.